# Joachim Wegener
Joachim Wegener oder Jochen Wegener (geboren vor 1527; gestorben vor 1565) war ein deutscher Kaufmann und Bürgermeister der Stadt Goslar.

## Leben
Joachim Wegener war ein Abkömmling der in und um den Harz ansässigen Familie Wegener, die im frühen 15. Jahrhundert ab 1403 mit Johann oder Johannes Wegener nachweisbar ist. Adelheid Wegener, seine Tochter, heiratete Johannes Thiling, den Magister und Erbauer des Hauses Brusttuch.
Joachim Wegener gehörte der Goslarer Kaufmannsgilde an. Im Zuge der beginnenden Reformation im ersten Drittel des 16. Jahrhunderts fungierte er gemeinsam mit seinem Kollegen Hans Weidemann als Goslarer Bürgermeister. Anders als Weidemann, der der neuen Lehre von Anfang an zugetan war, versuchte Wegener solche Bestrebungen „um ihres demokratischen Geistes möglichst zurückzuhalten“, zumal er offenbar vor „der katholischen Partei“ und der von diesen drohenden „Rache“ im Sinne des Kaisers zurückschreckte.
Als während der Goslarer Unruhen 1527 zahlreiche Einwohner der Stadt Goslar das Kloster Georgenberg verwüsteten und der Kloster-Prokurator im Goslarer Rathaus um Hilfe ersuchte, veranlassten Weidemann, Wegener und Carsten Balder die Festnahme etlicher Vandalierer, die sie nach drei Tagen jedoch ohne weitere Strafen wieder freiließen. In der Folge war Wegener als einer der führenden Köpfe am 22. Juli 1527 an der Niederbrennung des Georgenklosters beteiligt, nachdem dem Probst und anderen die Gelegenheit gegeben worden war, sich und ihr verbliebenes Eigentum in Sicherheit zu bringen.
Im Zusammenhang mit den Bergwerken am Rammelsberg und dem Streit mit Herzog Heinrich dem Jüngeren wird Wegener auch als Goslarer Worthalter genannt.
Von 1530 bis 1534 fungierte Wegener als Goslarer Bürgermeister. In dieser Funktion vertrat er im Juni 1532 in Begleitung von Christian Balder und dem ersten Ratsschreiber Johann Hardt die Interessen seiner Stadt auf dem Städtetag in Braunschweig.
Am 29. September verschrieb Wegener im Zuge der Kirchenvisitationen im Bistum Halberstadt von seinen Einkünften aus dem an der Worthstraße gelegenen Haus und Hof jährlich 6 Florentiner (fl.) im Gegenwert von 21 Mariengroschen sowie eine Zahlung von 100 fl. „aus seinem Hüttenwerk und Bergwerk“ für die Vikare, wofür er als Pfand einen Kapital-„Brief“ über sein Miteigentum am Brauhaus an der Beckerstraße im Wert von ebenfalls 100 fl. übergab.
Joachim Wegener hinterließ mindestens einen Sohn.